# ARINC
美国航空无线电公司（Aeronautical Radio, Incorporated，简称ARINC）是成立于1929年的一个服务于八大行业（航空、機場、国防、政府、医疗保健、网络、安全、运输）的通信传输和系统工程解决方案的主要供应商。
ARINC总部设于马里兰州安纳波利斯，并于1999年在伦敦为欧洲、中东和新加坡地区而设立了一个区域总部，以及2003年在新加坡为亚太地区设立了一个区域总部。ARINC在全球120多个地区拥有超过3200名员工。
该公司以前由凯雷集团持有，2013年8月宣布该公司将被出售给罗克韦尔柯林斯。这笔交易已于2013年12月23日完成。

## 活动与服务
尽管以出版“ARINC标准”而闻名，但这一任务独立于ARINC的商业活动。

### 标准化和ARINC行业活动
ARINC行业活动涉及三个航空委员会：
- AEEC（航空电子工程委员会）：制定ARINC标准
- AMC（航空电子维护会议）：组织年度航空电子维护会议
- FSEMC（飞行模拟器工程与维护会议）：组织年度FSEMC会议

### ARINC服务
ARINC服务包括：
- 飞机通信寻址与报告系统（ACARS） - 一个数字数据链系统，用于通过无线电或卫星在飞机与地面站之间传输简短的、相对简单的消息
- AviNet全球数据网络 - 以前称为ARINC数据网络服务（ADNS）
- 空中/国内语音服务
- 空中/国际语音服务
- 机场无线接入系统（ARRAS）
- vMUSE- 多用户系统环境，用于共享乘客在机场的入住
  - 符合通用终端设备（CUTE）和通用旅客处理系统（CUPPS）标准
- SelfServ - 机场通用旅客自助登机亭
- OnVoy - 基于互联网的乘客入住系统，用于酒店、游轮和会议中心等机场外的场所
- AirVue - 机场信息显示系统（FIDS）
  - 也称为电子视觉信息显示系统（EVIDS）
- AirDB - 机场运行数据库（AODB）
- AirPlan by ARINC - 资源管理系统（RMS）
- VeriPax - 安全检查站的旅客通关系统（PRS）
- 集中式飞行管理计算机航点报告系统（CFRS）
- 卫星导航和空中交通管制及着陆系统（SATNAV和ATCALS）
- ARINC无线网互操作网络解决方案（AWINS） - 连接所有类型的无线电和电话系统，包括标准UHF和VHF模拟无线电、移动数字、IP语音系统、船对岸、空地、标准电话和 蜂窝按讲。
- ABMS边境管理系统 - 提供全面的管理能力，在旅行前对所有旅客进行筛选，并在入住期间管理旅客。
- In Flight Broadband – 为乘客和集资成员提供以SwiftBroadband进行的飞行中网络。
- AviSec – 乘客数据传输和预报旅客信息。

## 标准
ARINC标准由航空电子工程委员会（AEEC）编制，洛克威尔柯林斯和其他航空公司作为支持其航空公司客户群的贡献者。简要列表如下：

### 400系列
400系列描述了安装、接线、数据总线和数据库的准则。
- ARINC 404定义了安装在许多类型飞机上的航空电子设备的航空设备箱（英语：Air Transport Rack）（ATR）的外形尺寸。它定义了航空运输设备箱和货架。[4]
- ARINC 424是一份飞机导航数据的国际标准文件格式。
- ARINC 429是航空界应用最广泛的数据总线标准。电气和数据格式特性为具有一个发射器和多达20个接收器的双线串行总线定义。总线能够以100 kbit/s的速度运行。

### 500系列
500系列描述了早期喷气式飞机（例如波音727、道格拉斯DC-9、DC-10、波音737、747以及空中客车A300）上使用的旧款的模拟航空电子设备。

### 600系列
600系列是ARINC 700系列规定的航空电子设备参考标准
- ARINC 600是引进航空电子模块化概念单元（MCU）的主要航空电子设备包装标准
- ARINC 604是设计和实施内置测试设备（英语：Built-In Test Equipment）的标准和指导。该标准也描述集中故障显示系统（英语：Centralized Fault Display System）.[5]
- ARINC 610B提供在模拟器中使用航空电子设备和软件的指导。
- ARINC 615是涵盖“数据加载”的一系列标准，通常用于向或从航空电子设备传送软件和数据。ARINC 615标准涵盖ARINC 429的“数据加载”。
- ARINC 615A是涵盖“数据加载”协议的标准，可以在诸如以太网、CAN和ARINC 664之类的各种总线类型上使用。
- ARINC 618是一个涵盖称为“面向对象协议”的数据传输协议的标准。
- ARINC 619是一个涵盖基于ARINC 429的称为“面向位元协议”的数据传输协议的标准。
- ARINC 620是一个涵盖称为“数据链路地面系统”的数据传输协议的标准。
- ARINC 624是飞机机载维护系统（OMS）的标准。它使用ARINC 429完成嵌入式设备之间的数据传输。
- ARINC 625是一个组件测试开发和管理的行业指南。它为商业航空运输行业的测试程序产生提供了质量管理的标准方法。
- ARINC 629是一种多发射机数据总线协议，多达120个终端可以共享相同的总线。它已被安装在波音777。
- ARINC 633是ACARS和IP网络的空中协议，用于飞机与地面之间的AOC数据交换。
- ARINC 635定义了用于飞机与HF地面站之间的通信和消息传递使用的高频率数据链路（英语：High Frequency Data Link）（HFDL）无线电网络的协议。
- ARINC 653是一个标准的实时操作系统（RTOS）接口，用于在时间和空间领域对计算机资源进行分区。该标准还指定了用于底层硬件和软件抽象的应用程序编程接口（API）。
- ARINC 660定义了航空电子设备的功能分配和CNS/ATM航空电子设备的推荐架构。
- ARINC 661定义了交互式驾驶舱显示系统（CDS）中使用的数据结构以及CDS与用户应用程序之间的通信。GUI定义在二进制定义文件中完全定义。CDS软件由一个能够创建在定义文件中创建分层GUI的内核组成。ARINC 661使用的概念类似于用户界面标记语言中使用的概念。
- ARINC 664将确定性以太网网络定义为现代飞机（例如空中客车A380, 苏霍伊超级喷气机100和波音787）中的航空电子数据总线。
- ARINC 665定义了可加载软件部件和软件传输介质的标准。

### 700系列
700系列描述了主要安装在运输类飞机上的航空电子设备的形式、相容性和功能。
- ARINC 702A定义了飞行管理系统（FMS）
- ARINC 704定义了惯性参考系（IRS）。
- ARINC 708是机载天气雷达的标准。它定义了民用和军用飞机的机载气象雷达特性。
- ARINC 709定义了距离测量设备（DME）
- ARINC 717定义了飞行数据记录的采集
- ARINC 718描述了一个空中交通管制转发器（ATCRBS/MODE S）
- ARINC 724B定义了飞机通信寻址和报告系统（ACARS）
- ARINC 735B定义了交通警报与防撞系统（TCAS）
- ARINC 738定义了一个集成的大气数据惯性参考单元（ADIRU）
- ARINC 739是一个多用途控制和显示单元（MCDU）及接口的标准。
- ARINC 740定义了机载打印机
- ARINC 741是第一代L波段卫星数据单元（英语：Satellite Data Unit）的标准。
- ARINC 743A定义了一个GNSS接收机
- ARINC 744A定义了一个全格式机载打印机
- ARINC 746是一个基于Q.931和CEPT-E1的客舱电信单元的标准。
- ARINC 747定义了一个飞行数据记录器（FDR）
- ARINC 750定义了一个VHF數位无线电
- ARINC 755定义了一种多模式接收器（MMR），用于進場和着陆
- ARINC 756定义了一个GNSS导航和着陆单元
- ARINC 759定义了一个飞机接口设备（AID）
- ARINC 760定义了一个GNSS导航仪
- ARINC 757定义了一个驾驶舱语音记录仪（CVR）
- ARINC 761是一个第二代L波段卫星数据单元（也称Swift64，由國際海事衛星組織运营）的标准。
- ARINC 763是通用航电文件服务器和無線接入點。
- ARINC 767定义了一个能够进行数据和语音的组合型记录单元。
- ARINC 781是一个第三代L波段卫星数据单元（也称SwiftBroadband（英语：SwiftBroadband），简称SBB，由國際海事衛星組織运营）的标准。
- ARINC 771是截至2015年正在开发的第二代L-Band卫星数据单元，也称Iridium NEXT，由铱卫星运营。
- ARINC 791定义了Ku和Ka波段的卫星数据机载终端设备。

### 800系列
800系列含有一套飞机的航空标准，包括用于高速数据总线的光纤。
- ARINC 801至807定义了飞机上光纤的应用。
- ARINC 810是飞机厨房插入件和相关接口集成的标准，标题：厨房插入（GAIN）设备、物理接口的标准接口定义。
- ARINC 811提供了与机载网络相关的信息安全概念的共同理解，并为评估机载网络系统的安全性提供了框架。
- ARINC 812是飞机厨房插件与相关接口整合的标准
- ARINC 816定义了机场移动地图的数据库（英语：Taxi positional awareness）
- ARINC 817定义了一个低速数字视频接口
- ARINC 818定义了一个为高带宽、低延迟、无压缩的数字视频传输开发的高速数字视频接口标准。
- ARINC 821是一个描述飞机域、文件服务器和其他基础设施的顶级网络定义。
- ARINC 822是Gatelink的标准。
- ARINC 823是一个端到端数据链路加密的标准。
- ARINC 825是机载使用的控制器区域网络总线协议的标准。
- ARINC 826是通过控制器区域网络总线加载航电数据的一个协议。
- ARINC 827规定了一个用于飞机软件部件电子分发的条形码格式。
- ARINC 828定义了用于电子飞行包（EFB）的飞机接线规定和电气接口标准
- ARINC 834定义了一个将数据发送到电子飞行包、机载文件服务器等的飞机数据接口。
- ARINC 838为可加载软件部分提供了一个标准化的XML描述法。
- ARINC 839是空地接口通信（MAGIC）机载管理器的功能定义
- ARINC 840定义了与电子飞行包（EFB）一起使用的应用控制接口（ACI）
- ARINC 841定义了介质独立飞机消息
- ARINC 842为飞机航空电子设备和客舱设备使用数字证书提供指导。